# Microlamia pygmaea
Microlamia pygmaea är en skalbaggsart som beskrevs av Bates 1874. Microlamia pygmaea ingår i släktet Microlamia och familjen långhorningar. Inga underarter finns listade i Catalogue of Life.